# Bartele Vries
Bartele Vries (Kollum, 6 maart 1942) is een Nederlands politicus van de Christelijk-Historische Unie (CHU) en later het CDA.
Zijn vader, Pieter Vries (1915-1992), was ambtenaar ter secretarie in zijn geboorteplaats Kollum en toen deze gemeentesecretaris van Barradeel werd verhuisde het gezin naar Sexbierum. Omdat zijn vader in 1957 burgemeester werd van Goudswaard, Piershil en Nieuw-Beijerland maakte hij de hbs die hij in Leeuwarden begonnen was in Oud-Beijerland af. Vervolgens ging hij naar Rotterdam om daar economie en bestuurswetenschappen aan de Nederlandse Economische Hogeschool (thans 'Erasmus Universiteit Rotterdam') te studeren. Na vervulling van zijn militaire dienstplicht begon Vries zijn carrière bij het provinciaal bestuur in Zeeland waar hij onder meer werkzaam was als hoofd van het subbureau economische zaken. In die periode was hij daarnaast in Middelburg actief in de CHU wat later op zou gaan in het CDA.
In december 1978 keerde hij terug naar Friesland om burgemeester van Workum te worden. Daarnaast was hij vanaf september 1981 waarnemend burgemeester van IJlst. Bij de Friese herindeling van 1984 ging Workum op in de nieuwe gemeente Nijefurd en werd hij burgemeester van het Bildt. In april 1989 volgde zijn benoeming tot burgemeester van Dantumadeel en in 1995 verliet hij Friesland om in Nijkerk burgemeester te worden wat hij tot zijn pensionering in maart 2007 zou blijven. Daarmee kwam zijn burgemeesterscarrière nog niet ten einde want in februari 2010 werd hij waarnemend burgemeester van Baarn waar burgemeester Jan de Groot vanwege gezondheidsproblemen zijn functie niet goed kan uitoefenen. Mark Röell werd op 31 maart 2011 de burgemeester van Baarn. 